# 伊号第百五十五潜水艦
| 初代「伊55」時代 （1928年頃） | |
| 艦歴                          | |
| 計画                          | 大正12年度艦艇補充計画                                                                                              |
| 起工                          | 1924年4月1日 |
| 進水                          | 1925年9月2日 |
| 就役                          | 1927年9月5日 |
| 除籍                          | 1945年11月20日 |
| その後                        | 1946年5月 伊予灘で海没処分                                                                                          |
| 性能諸元                      | |
| 排水量                        | 基準：1,635トン 常備：1,800トン 水中：2,300トン                                                                     |
| 全長                          | 100.58m |
| 全幅                          | 7.98m |
| 吃水                          | 4.83m |
| 機関                          | ズルツァー式3号ディーゼル2基2軸 水上：6,800馬力 水中：1,800馬力                                                     |
| 速力                          | 水上：20.0kt 水中：8.0kt                                                                                            |
| 航続距離                      | 水上：10ktで10,000海里 水中：3ktで90海里                                                                            |
| 燃料                          | 重油：241.8t |
| 乗員                          | 63名 |
| 兵装                          | 40口径十一年式12cm単装砲1門 留式7.7mm機銃1挺 53cm魚雷発射管 艦首6門、艦尾2門 六年式魚雷16本 Kチューブ（水中聴音機） |
| 備考                          | 安全潜航深度：60m                                                                                                   |

伊号第百五十五潜水艦（いごうだいひゃくごじゅうごせんすいかん）は、日本海軍の潜水艦。伊百五十三型潜水艦（海大III型a）の3番艦。竣工時の艦名は伊号第五十五潜水艦（初代）。

## 艦歴
- 1924年（大正13年）4月1日 - 呉海軍工廠で起工。当初の艦名は第七十八潜水艦。
  - 11月1日 - 伊号第五十五潜水艦に改名。
- 1925年（大正14年）9月2日 - 進水
- 1927年（昭和2年）9月5日 - 竣工。第18潜水隊を編成[2]。
- 1932年（昭和7年）2月10日 - 五島灘大立島南方で演習中、舵が故障した伊54の艦首が、左舷後部に衝突し艦尾の横舵保護機が変形。佐世保に帰投し修理を実施し、その間、予備艦となる[3]。
- 1936年（昭和11年）7月23日 - 寺島水道に仮泊中、強烈な台風により座礁。31日に離礁して呉工廠で修理を実施し、その間、同年12月まで予備艦となる[3]。
- 1938年（昭和13年）6月1日 - 艦型名を伊五十三型に改正[4]。
- 1940年（昭和15年）10月11日、横浜港沖で行われた紀元二千六百年特別観艦式に参加[5]。
- 1941年（昭和16年）12月1日 - 第4潜水戦隊第18潜水隊に属し、三亜を出航。マレー作戦に参戦[6]。
  - 12月20日 - カムラン湾に到着[6]。
  - 12月29日 - カムラン湾を出航し、バンカ海峡（英語版）方面で活動[6]。
- 1942年（昭和17年）1月12日 - カムラン湾を出航し、シンガポール方面で活動[6]。
  - 2月4日 - セレベス島南方沖合で蘭貨客船バン・ランシャージ（Van Lansberge、1,937トン）を雷撃し撃破。バン・ランシャージは損傷が激しく、蘭掃海艇ピーテル･デ･ビッテルの砲撃により処分された[7]。
  - 2月7日 - 南緯06度18分 東経111度36分 / 南緯6.300度 東経111.600度のバウエアン島南方沖合で、スラバヤからコロンボへ航行中の蘭客船バン・クルーン（Van Cloon、4,519トン）を砲撃により撃沈[7][8]。
  - 2月13日
    - 2102 - 南緯05度18分 東経106度20分 / 南緯5.300度 東経106.333度のスンダ海峡で、軍需品及び弾薬、合計7,000トンと、ホーカー ハリケーン6機を積んでシンガポールからジャカルタへ航行中の英貨物船デリーモア（Derrymore、4,799トン）へ向け雷撃。魚雷2本が命中したデリーモアは1時間半後に沈没[7]。

  - 2月18日 - 蘭タンカーマドロノ（Madrono、5,804トン）へ向け砲撃するも、命中せず[7][9]。
  - 2月21日 - セレベス島スターリング湾に到着[6]。
  - 3月10日 - 呉鎮守府部隊に編入[6]。
  - 3月25日 - 呉入港[6]。
  - 5月20日 - 伊号第百五十五潜水艦に改名。
  - 5月22日 - 北方に派遣となり呉を出航。26日、横須賀を出航[6]。
  - 6月2日 - 幌筵島に到着。4日にキスカ島に向け補給物資を積載して航行中に荒天により船体破損。7日に修理のため幌筵島に帰投[3]。
  - 6月20日 - 呉に入港し、以後、練習艦となる[6]。
- 1944年（昭和19年）1月31日 - 第19潜水隊に編入[6]。
- 1945年（昭和20年）4月20日 - 呉潜水戦隊第33潜水隊に編入[6]。
  - 7月20日 - 予備艦となり潜水学校に繋留されて終戦を迎える[6]。
- 1946年（昭和21年）5月 - 伊予灘で米軍により海没処分。

撃沈総数3隻、撃沈トン数11,767トン。

## 歴代艦長
※『艦長たちの軍艦史』423-424頁、『官報』による。階級は就任時のもの。

### 艤装員長
- 箕輪中五 少佐：1927年3月1日[10] - 5月15日[11]

### 艦長
- 箕輪中五 少佐：1927年5月15日[11] - 12月1日
- 平岡粂一 少佐：1927年12月1日 - 1928年12月10日
- 鍋島俊策 少佐：1928年12月10日 - 1929年11月5日
- 石崎昇 少佐：1929年11月5日 - 1930年12月1日
- 阿部信夫 少佐：1930年12月1日 - 1932年11月15日[12]
- 新野荒太郎 少佐：1932年11月15日[12] - 1933年11月15日[13]
- （兼）竹崎馨 少佐：1933年11月15日[13] - 1934年2月20日[14]
- 新野荒太郎 少佐：1934年2月20日[14] - 1935年5月10日[15]
- 玉木留次郎 少佐：1935年5月10日 - 1936年11月10日
- （兼）久米幾次 中佐：1936年11月10日[16] - 12月1日[17]
- 山田隆 少佐：1936年12月1日 - 1937年12月15日
- 殿塚謹三 少佐：1937年12月15日 - 1939年11月20日[18]
- 田上明次 少佐：1939年11月20日 - 1941年4月28日[19]
- 中島清次 少佐：1941年4月28日 -
- 工藤兼男 少佐：1942年3月25日 -
- 河野昌通 少佐：1943年1月10日 -
- 早川尋匡 大尉：1945年4月30日 -